# Jayne Soliman
Jayne Campbell Soliman (rozená Campbell) (1968 Oxford – 7. ledna 2009 tamtéž) byla britská krasobruslařka a později krasobruslařská trenérka, mistryně Velké Británie v krasobruslení.
7. ledna 2009 ráno náhle zkolabovala v ložnici svého rodného domu. Lékaři po převozu do nemocnice konstatovali mozkovou smrt v důsledku krvácení do mozku, nicméně protože byla ve 25. týdnu těhotenství, udržovali tělesné funkce ještě dva dny na přístrojích a poté císařským řezem přivedli na svět holčičku, která dostala od svého otce Mahmúda jméno Aya (v arabštině „Zázrak“).